# Festival du rire de Rochefort
Le Festival International du Rire de Rochefort (FIRR) est un festival humoristique en Belgique qui se déroule chaque année à Rochefort depuis 1981. Il est le plus ancien festival d'humour de toute la francophonie[source secondaire nécessaire].

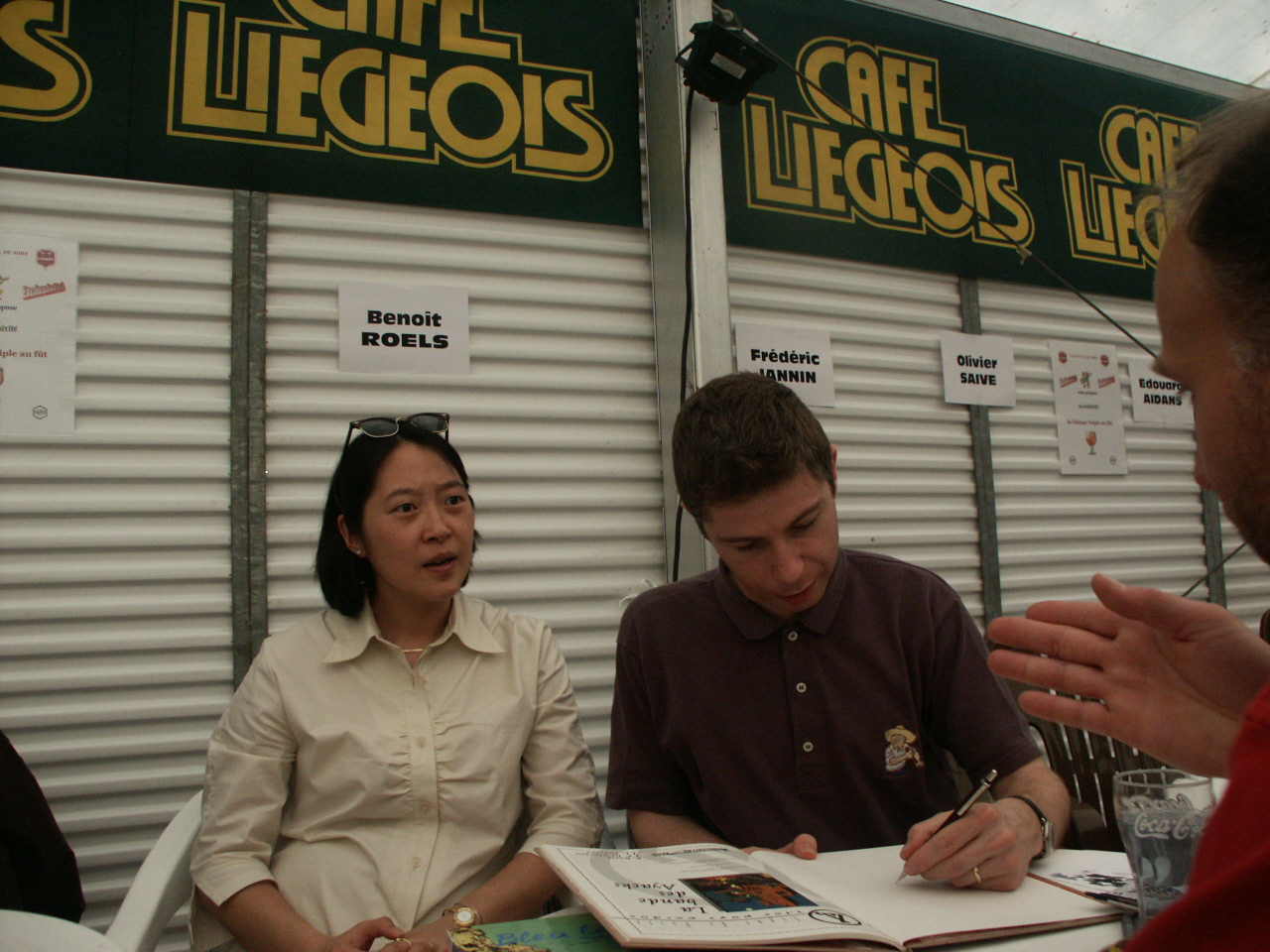
Benoit Roels et son épouse en dédicace au festival du Rire à Rochefort le 9 mai 2002

Le festival est renommé de par le nombre de célèbres artistes qui s'y sont révélés au fil du temps.
En plus des spectacles, le festival anime la ville de Rochefort de par les différentes activités qui lui sont liées comme le Carrefour BD, les Confréries ou encore le Village du rire.
En juin 2011, le Festival du rire de Rochefort pour lequel Johan De Moor réalise l'affiche de l'événement et le 19e Carrefour BD lui rendent hommage et dont le programme contient un livret de 14 pages avec des textes et dessins inédits de Peyo, François Walthéry, Dany, Bob de Moor.